# 2014 SC350
2014 SC350 est un objet transneptunien de la famille des cubewanos avec un diamètre d'environ 200 km.